# Trois Amis
Pour plus de détails, voir Fiche technique et Distribution.
Trois Amis est un film français de Michel Boujenah sorti en 2007.

## Synopsis
Claire, César et Baptiste se connaissent et s'apprécient depuis l'enfance. Inséparables, ils affrontent ensemble les difficultés de la vie. Lorsque la femme de Baptiste convoque Claire et César pour leur annoncer qu'elle quitte son mari, ceux-ci n'ont pas d'autre choix que d'annoncer la triste nouvelle à leur ami, qui sombre aussitôt dans la déprime. César, célibataire malheureux mais gouailleur, cache ses problèmes personnels et engage une call-girl pour consoler Baptiste. Celui-ci, ignorant tout de son initiative, tombe amoureux de la séductrice. Claire, à la recherche du nom de sa mère, qui a accouché sous X, dissimule elle aussi ses préoccupations. César et Baptiste décident de l'aider discrètement, mais se révèlent maladroits. Bon an mal an, le trio se dispute, se réconcilie, se cherche et se quitte...
Lorsque Baptiste apprend que Stefania a été payée par ses amis pour l'aider à remonter la pente, une dispute éclate avec Claire et César. D'autant que la jeune femme est tombée amoureuse de lui, mais prise de remords, elle préfère partir.

## Fiche technique
- Titre : Trois Amis
- Réalisation : Michel Boujenah
- Scénario : Michel Boujenah et Pascal Elbé
- Décors : Frédéric Bénard
- Décors de plateau : Marie-Laure Valla
- Costumes : Mimi Lempicka
- Photographie : Philippe Pavans de Ceccatty
- Montage : Jennifer Augé
- Musique : Olivier Schultheis
- Production : Philippe Besnier (exécutif) ; Ariel Zeitoun (délégué)
- Sociétés de production : Gaumont, TF1 Films Productions, Les Magnifiques, TPS Star et Ajoz Films
- Sociétés de distribution : Gaumont
- Budget : 8,8 M€
- Pays :  France
- Langue : français
- Lieux de tournage : Saverdun, Midi-Pyrénées, Val-d'Oise
- Format : couleur — 35 mm — 2,35:1 — son stéréo
- Genre : comédie dramatique
- Durée : 93 minutes
- Dates de sortie :
  - France : 17 mai 2007 (Festival de Cannes) ; 22 août 2007 (sortie nationale)
  - Belgique : 29 août 2007
- Box-office France : 683 772 entrées

## Distribution
- Mathilde Seigner : Claire, chômeuse
- Pascal Elbé : César, vendeur
- Kad Merad : Baptiste Capla dit « Titi », directeur d'une PME
- Yves Rénier : Antoine, guide touristique multilingue
- Daniel Duval : Francis, patron du magasin de matelas
- Annelise Hesme : Stefania, call-girl de luxe
- Constance Dollé : Barbara, fille de Francis
- Carole Richert : Patricia, la boulangère sexy
- Marie Bunel : Florence Capla, femme de Baptiste
- Joby Valente : Juliette
- Richard Laune : Xavier
- Jérémy Bardeau : Martin
- Stéphane Duron : Julien
- Pascal Mottier, Selim Saber : les clients du « 1001 Nuits » #1
- Malory Casas Paramon : le journaliste à la minoterie
- Jérôme Jalabert : le chef de rang
- Jean-Pierre Rouane : le paysan
- Gilles Guérin : le réceptionniste du gîte
- Marie-Laetitia Kolmayer : la vendeuse bimbo
- Sebastien Soudais : un serveur
- Patrice Abbou, Philippe Spiteri : les fonctionnaires du CNAOP
- Pierre Chevalier, Jean-Yves Chilot : les clients de Serano
- Philippe Noiret : Serano, le concessionnaire Mercedes-Benz
- Yan Dron : un manutentionnaire (non crédité)

## Autour du film
C'est le dernier rôle de Philippe Noiret qui a participé deux jours au début du tournage de ce film. Se sachant gravement malade, il a souhaité que Michel Boujenah inscrive au générique du début : « Avec Philippe Noiret, qui passait par là ».
La musique écoutée régulièrement par César est Pritouri se planinata interprétée par Stefka Sabotinova.
Une partie du film a été tournée à Saverdun.